# Warwick-on-Eden
Warwick-on-Eden is een plaats in het Engelse graafschap Cumbria. Het heeft een kerk.